# Адамчик, Хуберт
Хуберт Адамчик (пол. Hubert Adamczyk; 23 февраля 1998, Быдгощ, Польша) — польский футболист, защитник клуба «Арка Гдыня».

## Карьера

### Клубная карьера
Хуберт начал заниматься футболом в юношеской команде «Завиши» из его родного города, Быдгощ.
В июне 2014 года Адамчик перешёл в молодёжный состав лондонского «Челси». В Англии полузащитник выступал за юношескую команду (до 18 лет), за которую провёл 15 матчей и забил 2 мяча.
15 января 2016 года Хуберт возвратился в Польшу, подписав контракт с «Краковией».
6 марта 2016 года Адамчик дебютировал в новом клубе, выйдя на замену в компенсированное ко второму тайму время во встрече с «Лехом».

### В сборной
Хуберт в составе юношеской сборной Польши до 17 лет принимал участие в играх отборочных раундов к Чемпионату Европы 2014 и 2015, в финальную часть которых поляки не смогли пробиться.
В конце 2015 и начале 2016 Адамчик выступал за юношескую сборную (до 19 лет) в рамках отборочного турнира к Чемпионату Европы 2016.